# Campionat del Món de Trial indoor 2010
|  | Per al campionat del món a l'aire lliure d'aquell any, vegeu Campionat del Món de Trial 2010 |

La temporada de 2010 del Campionat del Món de Trial indoor fou la 18a edició d'aquest campionat, organitzat per la FIM. El calendari oficial constava de 5 proves puntuables, celebrades entre el 9 de gener i el 27 de març. Dues de les proves programades es disputaren als Països Catalans: el Trial Indoor de Barcelona (31 de gener) i el de Palma (27 de març).
A partir d'aquell any, l'empresa italiana SPEA S.p.A. esdevenia el patrocinador principal d'aquest campionat, que passava a anomenar-se oficialment SPEA FIM Indoor Trial World Championship.
Toni Bou va guanyar el quart dels seus 19 campionats mundials indoor (a data de 2025). Una vegada més, aquell any totes les proves puntuables les van guanyar catalans i, a més, quatre dels cinc primers classificats eren també catalans. Dougie Lampkin, novè amb Beta, va disputar el seu darrer campionat indoor i es va retirar definitivament de les competicions internacionals en acabar la temporada "outdoor" del 2011.

## Sistema de puntuació
L'any 2010 entrà en vigor un nou sistema de puntuació en què obtenien punts els 9 primers classificats de cada prova, repartits d'acord amb el següent barem:
| Posició | 1  | 2  | 3  | 4 | 5 | 6 | 7 | 8 | 9 |
| Punts   | 20 | 15 | 12 | 9 | 6 | 5 | 4 | 3 | 1 |

## Calendari
| Ronda | Data        | Prova         | Lloc      | Guanyador        |
| ----- | ----------- | ------------- | --------- | ---------------- |
| 1     | 9 de gener  | Gran Bretanya | Sheffield | Toni Bou         |
| 2     | 23 de gener | França        | Marsella  | Albert Cabestany |
| 3     | 31 de gener | Espanya       | Barcelona | Toni Bou         |
| 4     | 27 de març  | Espanya       | Madrid    | Toni Bou         |
| 5     | 27 de març  | Espanya       | Palma     | Toni Bou         |

## Classificació final
| Posició | Pilot             | Motocicleta | Punts |
| ------- | ----------------- | ----------- | ----- |
| 1       | Toni Bou          | Montesa HRC | 98    |
| 2       | Albert Cabestany  | Sherco      | 77    |
| 3       | Adam Raga         | Gas Gas     | 45    |
| 4       | James Dabill      | Gas Gas     | 44    |
| 5       | Jeroni Fajardo    | Beta        | 42    |
| 6       | Takahisa Fujinami | Montesa HRC | 29    |
| 7       | Loris Gubian      | Gas Gas     | 15    |
| 8       | Alexz Wigg        | Beta        | 14    |
| 9       | Dougie Lampkin    | Beta        | 5     |
| 10      | Alfredo Gómez     | Montesa     | 4     |